# Kondō Isami
Kondō Isami (近藤 勇?) (9 de noviembre de 1834 - 17 de mayo de 1868) fue un rōnin japonés y oficial a finales del Período Edo, famoso por su rol como comandante del Shinsengumi.

## Comienzos
En nombre original de Isami fue Katsugorō, hijo de Miyagawa Hisajirō, un campesino residente del poblado de Kami-Ishihara en la Provincia de Musashi, lo que hoy es la ciudad de Chōfu. Tuvo dos hermanos mayores, Otojirō (音次郎?) (más tarde conocido como Otogorō (音五郎?) y Kumezō (粂蔵?) (luego conocido con el nombre de Sōbei (惣兵衛?). Katsugorō comenzó su entrenamiento en Shieikan (el dojo principal de Tennen Rishin-ryū) en 1848
De joven se dijo fue un ávido lector y gustaba especialmente de las historias de Historia de los 47 ronin y el Romance de los Tres Reinos. Como dato curioso se puede mencionar que podía meter su puño entero en su boca, cosa que hacía frecuentemente para impresionar a terceros. Su renombre como estudioso y su fama por haber derrotado a un grupo de ladrones que intentaban robar a su familia fue tan grande que llamó la atención de Kondō Shūsuke, el tercer maestro de la escuela Tennen Rishin-ryū Shūsuke no vaciló en adoptar al joven Katsugorō en 1849, quien inicialmente tomó el nombre de Shimazaki Katsuta (島崎勝太). De acuerdo a los registros en posesión del antiguo templo Gozu-ten'ōsha (牛頭天王社?) (hoy, Templo Hino Yasaka-jinja (日野八坂神社?) Katsuta se encuentra en el listado con su nombre común y nombre formal como Shimazaki Isami Fujiwara (no) Yoshitake (島崎勇藤原義武) por lo que de allí toma el nombre Isami (勇) en 1858, fecha del mencionado documento.
Se ha dicho que Kondō poseía una katana "Kotetsu" (虎徹), obra del artesano Nagasone Kotetsu perteneciente al siglo XVII. La autenticidad de su "Kotetsu" es debatible. De acuerdo al panfleto de Yasu Kizu sobre el creador de espadas Kotetsu, la que Kondō poseía puede haber sido en realidad creada por Minamoto no Kiyomaro, un maestro forjador de espadas de gran reputación contemporáneo a la época de Kondō.
Se casó con una mujer llamada Otsune en 1860
lo cual fue ventajoso para Kondō ya que su esposa era hija de Matsui Yasogorō (松井八十五郎?), empleado por el clan Shimizu-Tokugawa. El 30 de septiembre de 1861 Isami se convirtió en la cuarta generación de maestros (sōke no yondai me 宗家四代目) del estilo Tennen Rishin-ryū, asumiendo el nombre de Kondō Isami y poniéndose a cargo del Shieikan. Un año después nace su hija Tamako.(1862-1886) El único nieto varón, Kondō Hisatarō murió en combate en la Guerra Ruso-Japonesa.
Aunque jamás fue empleado por el shogunato previo a sus días en la fuerza del Shinsengumi, Kondō fue candidato para un trabajo como maestro en Kobusho en 1862. El Kobusho era una exclusiva escuela de entrenamiento militar, principalmente para altos cargos en el shogunato en 1855 con el fin de reformar el sistema militar luego del arribo de los Barcos Negros del Capitán Perry.

## Período en el Shinsengumi
En 1863, el Shogunato Tokugawa organizó un gran número de rōnin con el propósito de proteger al shogún Iemochi durante este período, en Kioto. Kondō ingresó a la unidad (que se llamó Rōshigumi) junto a su amigo Hijikata Toshizō y a otros miembros de Shieikan e invitados como Yamanami Keisuke, Okita Sōji, Harada Sanosuke, Nagakura Shinpachi, Tōdō Heisuke, e Inoue Genzaburō. Tras la revelación de los verdaderos propósitos anti-shogunato del comandante de facto Kiyokawa Hachirō, Kondō, Hijikata, y Serizawa Kamo (originalmente, segundo al mando) junto a otros se mantuvieron en Kioto y formaron el Mibu Rōshigumi. Actuando bajo órdenes directas del shogunado Matsudaira Katamori de Aizu pasó a supervisar el movimiento de estos hombres. Bajo  el descuido de Aizu, actuando en su rol de protectores de Kioto, se desenvolvieron como policías en la capital imperial.
El 18 de agosto, como resultado del incidente de Kinmon no Seihen, su unidad recibe el nombre  Shinsengumi. En junio de 1864, el Shinsengumi se hizo conocido por arrestar gran parte de la organización shishi (incidente conocido como Ikedaya Jiken).
El 10 de julio de 1867, Kondō se convirtió en hatamoto (samurái en servicio directo del régimen Tokugawa) junto al resto del Shinsengumi.

## Batalla de Boshin y muerte

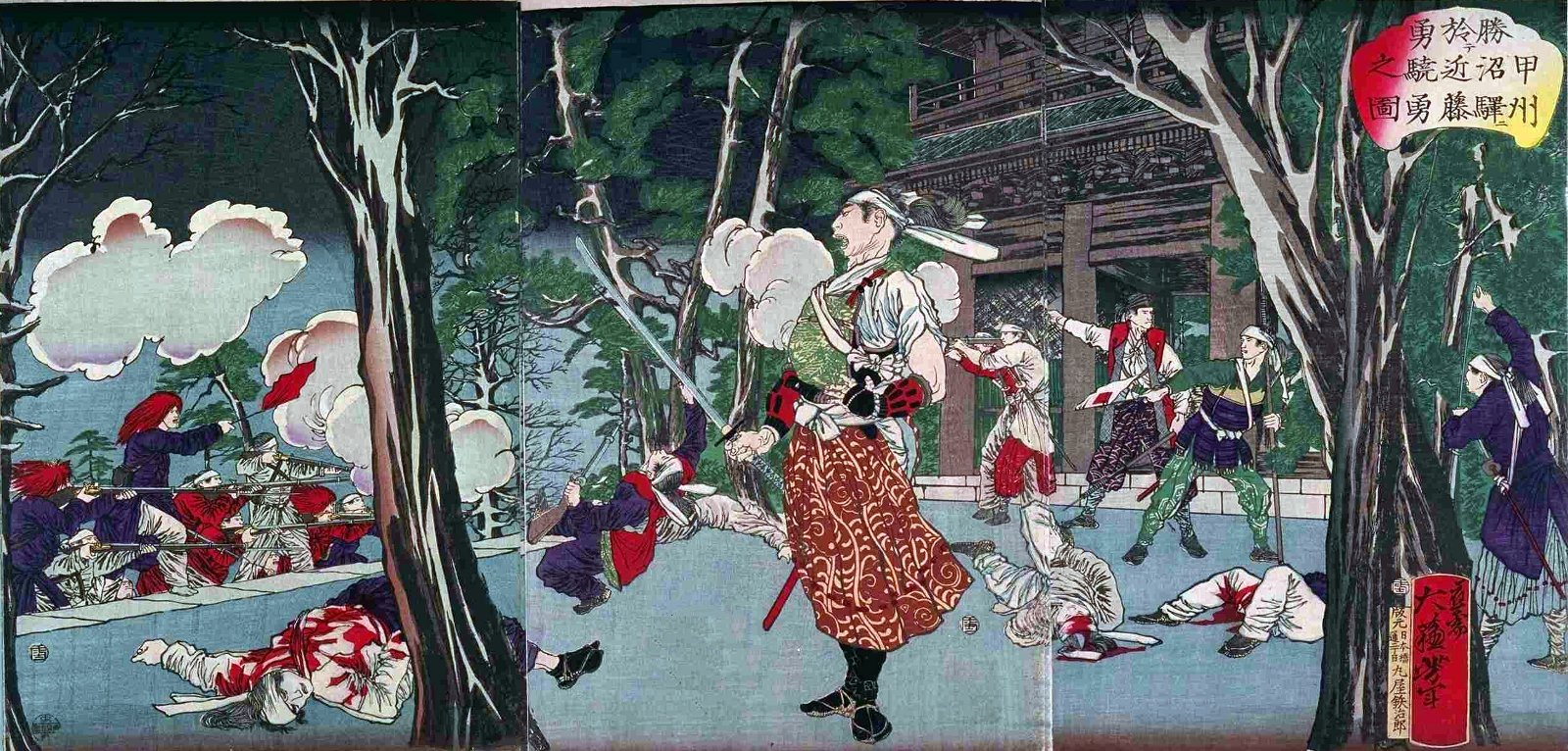
Kondō Isami en la Batalla de Kōshū-Katsunuma.

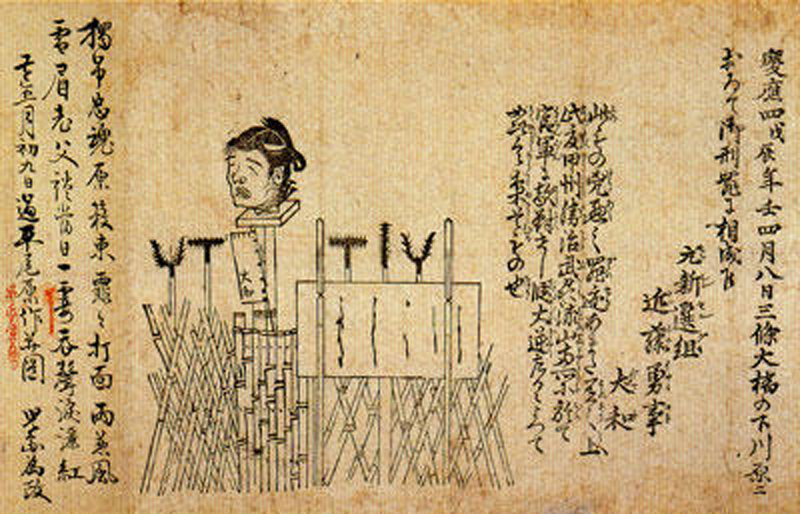
La cabeza de Kondō Isami's es expuesta al público tras su decapitación. Periódico de 1868.

Luego de la Batalla de Toba-Fushimi en enero de 1868, regresa a Edo y es promovido al rango de wakadoshiyori (wakadoshiyori-kaku 若年寄格) dentro de la ya casi desintegrada administración Tokugawa. Luchó con la fuerza enviada por la Corte Imperial pero perdió notablemente en las batallas de Kōshū-Katsunuma y Nagareyama. Tras rendirse, fue decapitado en Itabashi el 17 de mayo (Calendario lunar, 25 de abril) de 1868.
De acuerdo a Tani Tateki(1837-1911) del Dominio Tosa, Kondō fue ejecutado apropiadamente por el nuevo gobierno (formado en su mayoría por samurái del Dominio Chōshu y del Dominio Satsuma) como un resultado indirecto por ser acusado del crimen de Sakamoto Ryoma. Incluso luego de que el exmiembro del Mimawarigumi, Inai Nobuo confesara en 1870, Tani insistió en que Kondō no era acusado falsamente por la muerte de Sakamoto. 
Posee varias tumbas erigidas en su honor. Se cree que la primera de ellas fue la construida en el Templo Ten'nei-ji (天寧寺) en Aizu por Hijikata Toshizō, quien se encontraba convaleciente de una herida en el pie obtenida en la Batalla de Utsunomiya. Personalmente supervisó la preparación y construcción del sitio. El nombre funerario de Kondō es Kanten'inden'junchūseigi-daikōji (貫天院殿純忠誠義大居士) y se cree que pudo haber sido otorgado por Matsudaira Katamori.

## Kondō en ficción
Kondō fue recreado en la serie para TV de NHK Shinsengumi por el actor (y cantante del grupo SMAP) Shingo Katori. 
También figura como personaje del anime/manga Peacemaker Kurogane, el manga Kaze Hikaru y un OVA de Rurouni Kenshin. En películas, este personaje ha sido representado en el film de 1999, Gohatto y en el 2003, Mibu gishi den.
De misma forma tanto él como el Shinsengumi aparecen como personajes principales en el anime de Gintama, Ao No Miburo y Hakuouki, apareciendo también en el manga Chiruran: Shinsengumi Requiem.
Dentro del mundo de los videojuegos, aparece en el videojuego Inazuma Eleven GO 2: Chrono Stone como personaje jugable, además de algunos episodios de la serie de la misma franquicia. y es representado como un personaje de DLC en el videojuego Way of the Samurai 4.
Dentro del videojuego de la saga Yakuza en el juego Like a Dragon: Ishin aparece como uno de los personajes aliados del protagonista